# Peskatarianizm

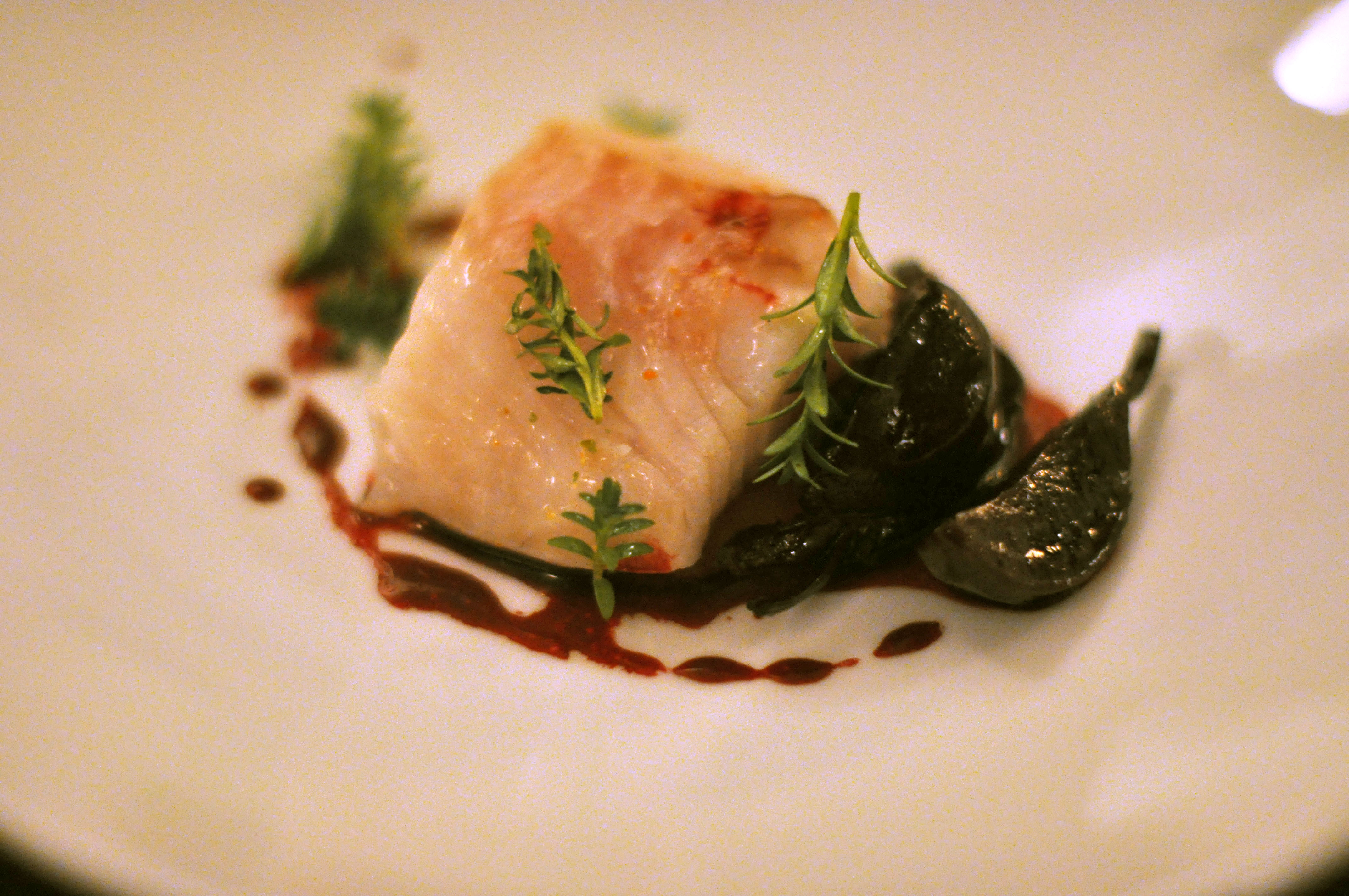
Przykładowe danie w diecie peskatariańskiej

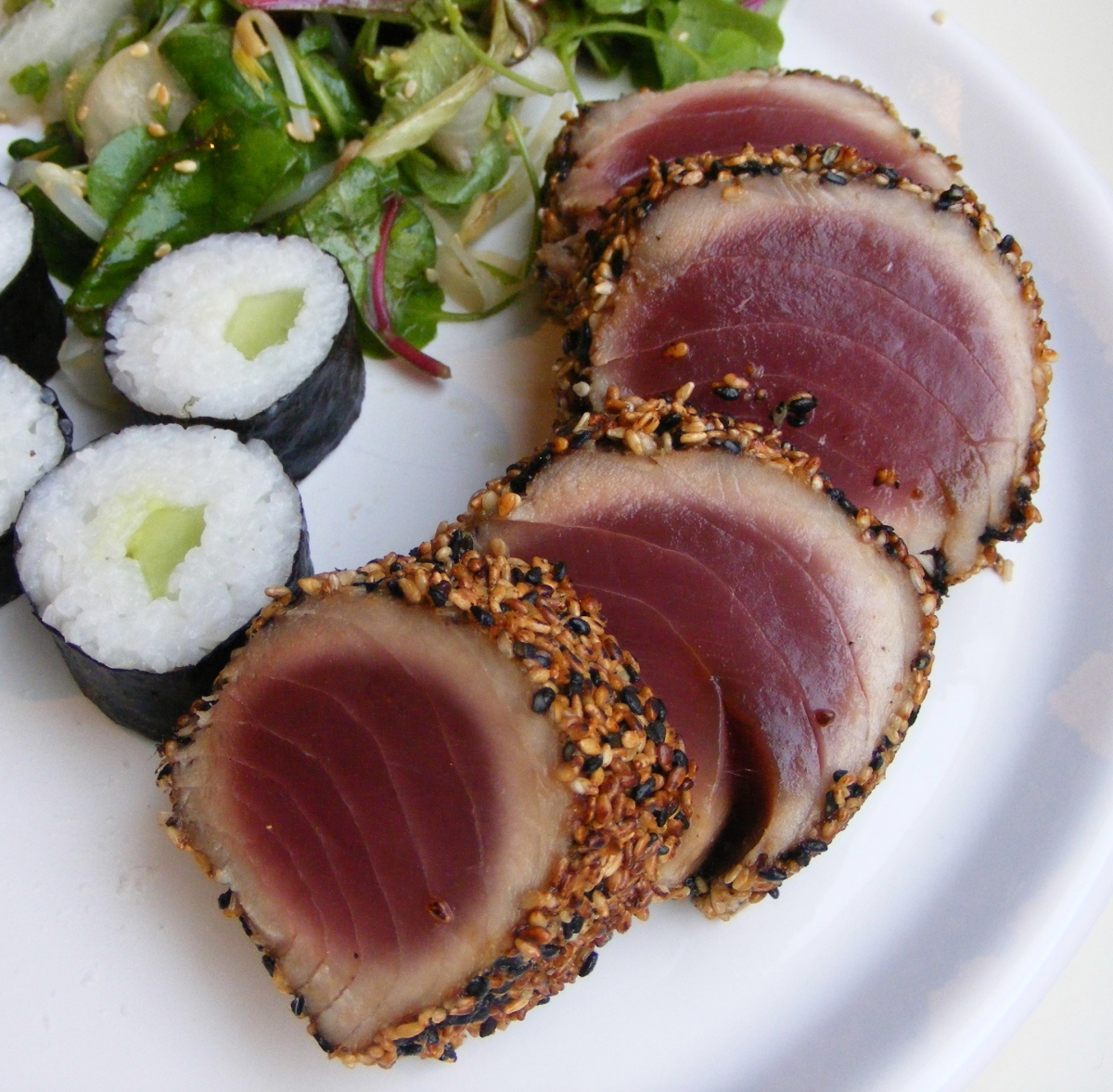
Peskatariańskie danie według przepisu Gordona Ramsaya

Peskatarianizm (rzadziej pescatarianizm, pesketarianizm lub pescetarianizm; z hiszp. pescado = „złowiona ryba” / z wł. pesce = „ryba”) – dieta będąca odmianą semiwegetarianizmu. Polega na wyłączeniu z diety mięsa czerwonego i białego, a pozostawieniu ryb.
Nazywana również pescowegetarianizmem, ichtiwegetarianizmem lub ichtiowegetarianizmem.

## Znani peskatarianie
Peskatarianami byli lub są m.in.:

- Mira Aroyo[4]
- Brigitte Bardot[5]
- Kari Byron[6]
- Tracy Chapman[7]
- Parvesh Cheena[8]
- Common[9]
- Billy Corgan[10]
- Fearne Cotton[11]
- Chuck D[12]
- Alan Davies[13]
- Nick Diaz[14][15]
- Wendy van Dijk[16]
- David Duchovny[17]
- Susie Essman[18]
- Johnny Galecki[19]
- Ben Gibbard[20]
- Lee Hyori[21]
- Steve Jobs[22]
- Mark Kermode[23]
- Kristin Kreuk[24]
- Lousewies van der Laan[25]
- Harvey Levin[26]
- Wendie Malick[27]
- Alyssa Milano[28]
- Dannii Minogue[29]
- Mary Tyler Moore[30]
- Cam Newton[31]
- Conor Oberst[32]
- Grigorij Rasputin[33]
- A$AP Rocky[34]
- Henry Rollins[35]
- Hal Sparks[36]
- Keir Starmer[37]
- Howard Stern[38]
- Ben Stiller[39]
- Sonny Strait[40]
- Hayley Westenra[41]
- Zofia Grecka[42]